# Edme Pirot
Edme Pirot, docteur et professeur de Sorbonne, né à Auxerre le 12 août 1631, fut d'abord chantre de Varzy dans le diocèse d'Auxerre, puis chanoine de Notre-Dame à Paris, et enfin chancelier de cette cathédrale.

## Biographie
Nommé examinateur des livres et des thèses relatifs à la théologie, il se trouva mêlé dans l'affaire du quiétisme. Sous Achille III de Harlay, il travailla à la censure de madame Guyon, qu'il interrogea ; il fut chargé ensuite d'examiner le livre de Fénelon intitulé Explication des maximes des Saints. ll fit au manuscrit quelques changements auxquels l'auteur avait consenti, et ayant ainsi ôté ce qui lui paraissait blâmable et dangereux, il finit par dire que ce livre était tout d'or. Cependant lorsqu'il vit Bossuet se prononcer si fortement contre ce même ouvrage, non seulement l'abbé Pirot rétracta sa première décision, mais il écrivit une Censure contre l’Explication, signée par soixante autres docteurs, et datée du 16 octobre 1698. Pirot mourut à Paris le 4 août 1713. On n'a rien d'imprimé de lui, excepté un Discours en latin, qu'il prononça à la Sorbonne en 1669. On connaît néanmoins plusieurs copies de quelques-uns de ses manuscrits, telles qu'une Relation des vingt-quatre dernières heures de la marquise de Brinvilliers, en 1676, un Mémoire sur l'autorité du Concile de Trente en France qui fut envoyé à Leibnitz, et qui est cité dans la correspondance de Bossuet avec ce philosophe, des Corrections et Changements faits à l'abrégé des principaux traités de théologie du père Nicolas Letourneux, et quelques autres écrits que l'on trouve cités dans l’Histoire de Fénelon. Le cardinal de Bausset cite souvent ce docteur dans les Histoires de Bossuet et de Fénelon. 
Jacques Le Brun nous le présente sous un aspect peu sympathique : jouant un rôle considérable mais sachant se tenir à l'arrière-plan et n'hésitant pas à revenir sur ses approbations s'il pouvait par là plaire aux puissants ; non seulement Fénelon mais aussi Huet et Richard Simon en firent les frais.
De février 1681 à sa mort, Edmond Pirot exerça la charge d'abbé commendataire de Saint-Nicolas d'Hermières.

## Sources
: document utilisé comme source pour la rédaction de cet article.
François-Xavier Feller, François Marie Pérennès et Jean Baptiste Pérennès, Biographie universelle, ou Dictionnaire historique des hommes qui se sont fait un nom par leur génie, leurs talents, leurs vertus, leurs erreurs ou leurs crimes, vol. 10, Paris, Gauthier, 1834 (lire en ligne) 